# Рід Тауншип (округ Кембрія, Пенсільванія)
Рід Тауншип (англ. Reade Township) — селище (англ. township) в США, в окрузі Кембрія штату Пенсільванія. Населення — 1441 особа (2020).

## Демографія
Згідно з переписом 2010 року, у селищі мешкало 1619 осіб у 634 домогосподарствах у складі 459 родин. Було 741 помешкання
Расовий склад населення:
| - 98,6 % — білих - 0,3 % — чорних або афроамериканців - 0,2 % — корінних американців - 0,1 % — вихідців з тихоокеанських островів - 0,1 % — азіатів |

До двох чи більше рас належало 0,6 %. Частка іспаномовних становила 0,2 % від усіх жителів.
За віковим діапазоном населення розподілялося таким чином: 21,4 % — особи молодші 18 років, 63,0 % — особи у віці 18—64 років, 15,6 % — особи у віці 65 років та старші. Медіана віку мешканця становила 42,0 року. На 100 осіб жіночої статі у селищі припадало 107,8 чоловіків;  на 100 жінок у віці від 18 років та старших — 102,4 чоловіків також старших 18 років.
Середній дохід на одне домашнє господарство  становив 45 720 доларів США (медіана — 33 711), а середній дохід на одну сім'ю — 52 706 доларів (медіана — 37 095). Медіана доходів становила 43 333 долари для чоловіків та 26 510 доларів для жінок. За межею бідності перебувало 14,2 % осіб, у тому числі 25,9 % дітей у віці до 18 років та 4,1 % осіб у віці 65 років та старших.
Цивільне працевлаштоване населення становило 622 особи. Основні галузі зайнятості: освіта, охорона здоров'я та соціальна допомога — 22,2 %, виробництво — 15,0 %, роздрібна торгівля — 11,3 %, будівництво — 10,5 %.